# Oxyrhachis concolor
Oxyrhachis concolor är en insektsart som beskrevs av Buckton. Oxyrhachis concolor ingår i släktet Oxyrhachis och familjen hornstritar. Inga underarter finns listade i Catalogue of Life.